# 沃伊捷赫·菲利普

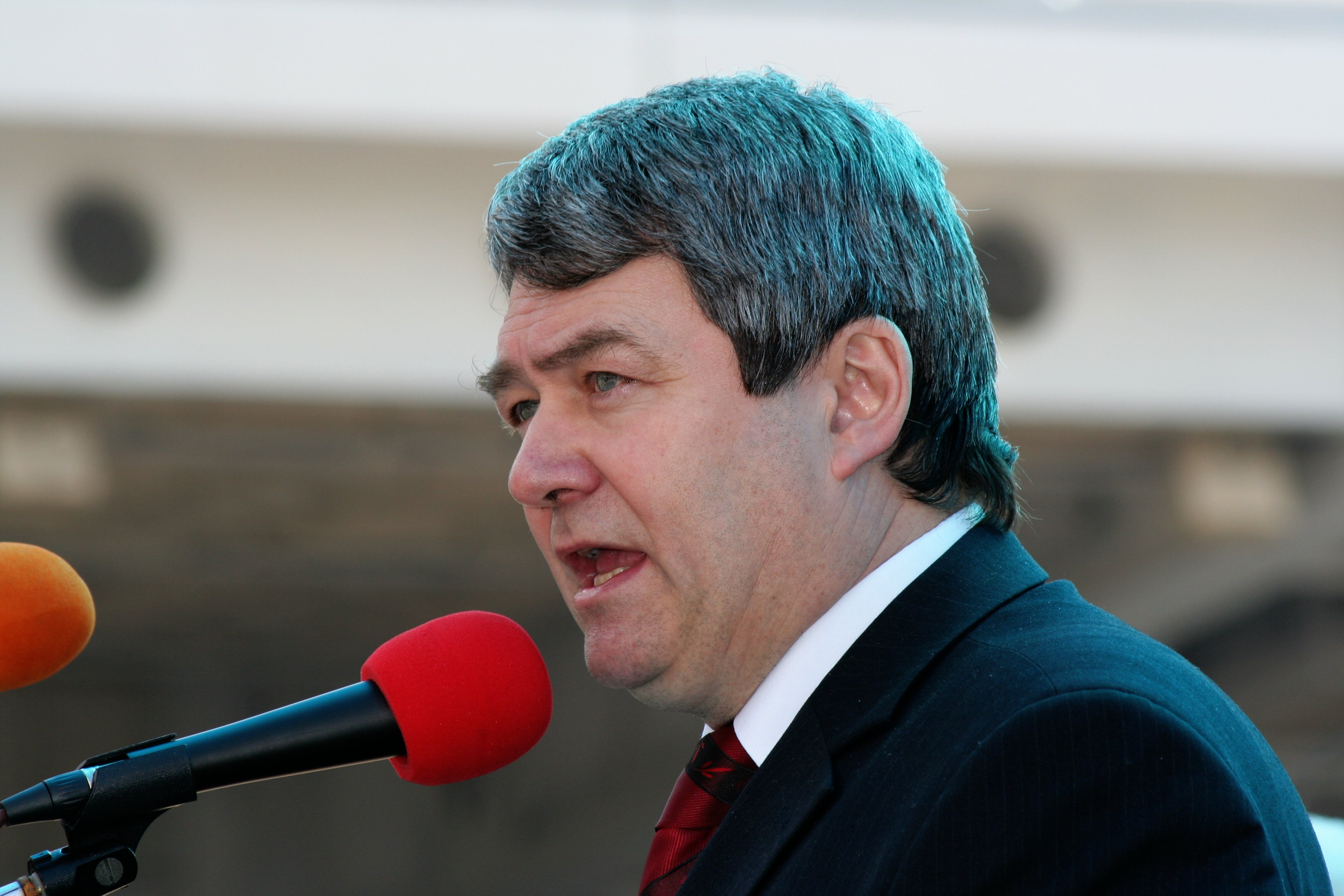
沃伊捷赫·菲利普，摄于2006年5月1日

沃伊捷赫·菲利普（發音：[ˈvojcɛx ˈfɪlɪp]；1955年1月13日—），又译沃伊杰赫·菲利普，是一名捷克政治家。2005年10月1日—2021年10月9日，担任捷克和摩拉维亚共产党主席。